# Карл Болле (льотчик)
Карл Болле (нім. Carl Bolle; 20 червня 1893, Берлін — 9 жовтня 1955, Берлін) — німецький підприємець і льотчик-ас, ротмістр Прусської армії. Кавалер ордена Pour le Mérite.

## Біографія
Син торговця Йоганна Болле. Навчався в Гуманістичній гімназії, яку закінчив у 1912 році. Вступив до Оксфордського університету, де вивчав національну економіку. Був відомий своїми визначними спортивними досягненнями.
1 жовтня 1913 року записався добровольцем на 1 рік у 7-й кірасирський полк  «фон Зейдліц». З початком Першої світової війни потрапив у складі полку до Франції, пізніше до Польщі та Курляндії. Взимку 1915 року з'явився з шаблею, шоломом та кавалерійськими чоботями до командира авіачастини з підготовки пілотів в Деберіці з проханням прийняти його в авіацію. Після початкової відмови був прийнятий у січні 1916 року в 1-й льотний дивізіон. Пройшов навчання на пілота в льотній школі в Йоганністалі. У квітні 1916 року був переведений у 5-й льотний запасний дивізіон в Ганновері, а в липні — в 4-ту бойову групу, потім — у 23-тю бойову ескадрилью, де з ним як спостерігач літав барон Лотар фон Ріхтгофен. На літаках Болле на фюзеляжі була широка смуга, облямована з боків вузькими чорно-білими смужками — кольорами його кірасирського полку. У жовтні 1916 року отримав поранення, повернувся до ладу влітку 1917 року і був направлений в 28-му винищувальну ескадрилью. 20 лютого 1918 року, після п'ятої перемоги, був призначений командиром 2-ї винищувальної ескадрильї, яку очолював до кінця війни. Всього за час бойових дій здобув 36 перемог.
Після війни Болле служив авіації до 13 квітня 1923 року, пізніше працював директором німецької Транспортної льотної школи, відповідаючи за підготовку всіх пілотів. В 1933 році було організоване Імперське міністерство авіації, куди його запросили працювати. Відмовившись від цієї пропозиції, Болле займався приватною діяльністю.
Під час Другої світової війни був радником люфтваффе. Після закінчення війни повернувся до своєї діяльності як директор Транспортної льотної школи.
Прах Болле був перевезений в Гамбург і там похований.

## Нагороди
- Залізний хрест 2-го і 1-го класу
- Нагрудний знак військового пілота (Пруссія)
- Орден Фрідріха (Вюртемберг), лицарський хрест 2-го класу з мечами
- Хрест «За військові заслуги» (Мекленбург-Шверін) з мечами (серпень 1918)
- Королівський орден дому Гогенцоллернів, лицарський хрест з мечами (серпень 1918)
- Pour le Mérite (28 серпня 1918)
- Почесний хрест ветерана війни з мечами